# Erik Pieters
Erik Pieters (* 7. srpna 1988 Tiel) je nizozemský profesionální fotbalista, který hraje na pozici levého obránce za anglický klub Burnley FC. Mezi lety 2010 a 2014 odehrál také 18 utkání v dresu nizozemské reprezentace.

## Klubová kariéra
V Nizozemsku nejprve působil v VV Rhelico a FC Utrecht, kde hrával v mládežnických týmech. V letech 2006–2008 hrál v A-týmu Utrechtu, odkud přestoupil v létě 2008 do PSV Eindhoven. V sezoně 2011/12 vyhrál s PSV nizozemský fotbalový pohár po finálové výhře 3:0 nad Heracles Almelo.
Koncem června 2013 přestoupil za 3 miliony britských liber do anglického klubu Stoke City FC.

## Reprezentační kariéra
Erik Pieters prošel nizozemskými mládežnickými reprezentacemi od kategorie U17.
Zúčastnil se Mistrovství světa hráčů do 17 let 2005 v Peru, kde mladí Nizozemci vybojovali bronzové medaile. Byl přítomen i na domácím Mistrovství Evropy hráčů do 21 let 2007, kde Nizozemsko obhájilo titul v této věkové kategorii z roku 2006. Ve finále porazili Nizozemci Srbsko 4:1.

S reprezentací do 23 let se zúčastnil také Letních olympijských her 2008 v Číně, kde byli Nizozemci vyřazeni ve čtvrtfinále po výsledku 1:2 po prodloužení.
V A-týmu Nizozemska (tzv. Oranje) debutoval pod trenérem Bertem van Marwijkem v prvním přátelském zápase po MS 2010 v Jihoafrické republice (kde skončili Nizozemci druzí za Španělskem) 11. srpna 2010 proti domácí Ukrajině. Nastoupil na hřiště do druhého poločasu (remíza 1:1).